# ファッションリーダー今井正太郎
『ファッションリーダー今井正太郎』（ファッションリーダーいまいしょうたろう）は、週刊少年マガジンで2005年11月第48号から2006年6月第30号まで連載された、西山佑太による漫画作品である。
好きな女の子にふられた主人公今井正太郎が、おしゃれリーダーとなってリベンジすることを目指し奮闘する様子と、周囲の友人達を描くラブコメディ。

## 登場人物
今井正太郎
この作品の主人公。ファッションに関して音痴であり天然ボケである。作中では毎度とんでもない服装を披露する。
性格は明るく素直だが、ときに無神経になってしまうことも。
今井組は正太郎の良きつるみ仲間であり、突っ込み役である。
渡辺秀一
デザイナー志望の友人で、おしゃれ音痴の正太郎に知識を伝授する。
一見ドライなようでもあるが、仲間内の調整役を担う場面も見られる。
一話で今井組副リーダーを自称する。
前田えが夫
今井組のメンバー。常に目を閉じている（笑顔）のが目印。担当の美容師の女性を好きになり、それがきっかけで坊主頭に。
けん太
今井組のメンバー。たれ目のバンドマン。
和田
今井組のメンバー。背の高い読書家。体格が華奢で、中学のときに「ひよわだ」と呼ばれていた。密かにジムに通っている。
のん坊
本名広瀬望。正太郎の幼馴染である。
正太郎に対して微妙な気持ちを抱く。
弟が一人いて、名はわたる。
星野光
第一話で正太郎が告白した相手。実はかなりのマイペース。
ファッション界の大グループの家の生まれで、人を外見で判断してしまう事に悩んでいる。
星野海
星野光の姉であり、学園を支配する独裁的生徒会長。
制服は思考停止アイテムとの思想のもとに、制服制度を廃止した。
ほか。
なお、コミックス二巻巻末には、詳しい各登場人物紹介ページが掲載されている。

## 関連書籍
- Fashion Leader 今井正太郎 1 2006年03月17日発行 ISBN 4063636356
- Fashion Leader 今井正太郎 2 2006年05月17日発行 ISBN 4063636739
- Fashion Leader 今井正太郎 3 2006年08月17日発行 ISBN 4063637115